# Kazimierz Jasiński (kolarz)
Kazimierz Jasiński (ur. 19 sierpnia 1946 w Hucie koło Lipska, zm. 25 stycznia 2012 w Bełchatowie) – polski kolarz, trzykrotny mistrz Polski (szosa indywidualnie – 1968, szosa drużynowo – 1966, 1967), zwycięzca Bałtyckiego Wyścigu Przyjaźni (1967), uczestnik zwycięskiej drużyny w Wyścigu Pokoju (1968), olimpijczyk (1968).
W 1963 roku rozpoczął treningi w Radomiaku Radom. W 1965 roku dołączył do kadry narodowej juniorów w kolarstwie szosowym. W latach 1966–1967 odbywał służbę wojskową w CWKS Legia Warszawa. Uczestnik Letnich Igrzysk Olimpijskich w Meksyku, w których zajął 59. miejsce w kolarskim wyścigu indywidualnym na dystansie 196,2 km. Karierę zawodniczą zakończył w 1974 roku, a rok później ukończył studia z tytułem magistra na Akademii Wychowania Fizycznego w Warszawie.
Karierę trenerską rozpoczął w 1976 w LKS Bełchatów. W latach 80. trener-koordynator w bełchatowskim Centrum Przygotowań Olimpijskich dla kolarzy. Po odejściu z LKS-u został trenerem i kierownikiem sekcji kolarskiej w Omedze Kleszczów. W 1994 współtworzył LSKK Bełchatów, gdzie trenował do czasu wyjazdu do Stanów Zjednoczonych (1999).
W 2012 Rada Miasta Bełchatowa nadała jednej z ulic imię Kazimierza Jasińskiego.